# دوماسلاوا
دوماسلاوا ملکه کرواسی در نیمه اول قرن دهم بود. این قدیمی‌ترین ذکر نام یک ملکه کروات است که تا به امروز یافت شده‌است.

## یک تکه سنگ
تنها منبع شناخته شده وجود آن بر روی قطعات کتیبه وقف پارتیشن محراب در کلیسای سنت ویتوس در کلیس است.
به گفته بوداک، متن لاتین کتیبه چنین است:
- “[Ego ... Rex Croat]orum filiu[s ... regis una cum coniuge] mea Domaslava regina [hoc opus fieri iussi]”[۱]

ترجمه کرواتی:
- " من … پادشاه کروات‌ها، پسر پادشاه …، همراه با ملکه ام دوماسلاوا دستور داد که این کار انجام شود ."

فرض بر این است که دوماسلاوا می‌توانست مادر میهاجل کرشیمیر دوم باشد. یا یکی از اسلاف بلافصل او، با توجه به اینکه یلنا همسر میهایلو کرشیمیر دوم بود. و مادر استیپان درژیسلاو.